# Rolf Yelseth
Rolf Harold Yelseth (* 25. Februar 1914 in Durban; † 1968 ebenda) war ein südafrikanischer Turner.

## Leben
Rolf Yelseth nahm an den Olympischen Spielen 1952 in Helsinki in allen Turndisziplinen teil. Sein bestes Resultat erzielte er mit Rang 127 im Wettkampf an den Ringen.